# Вольная борьба на летних Олимпийских играх 1972 — до 62 кг
Соревнования по вольной борьбе в рамках Олимпийских игр 1972 года в полулёгком весе (до 62 килограммов) прошли в Мюнхене с 27 по 31 августа 1971 года во «Wrestling-Judo Hall».
Турнир проводился по системе с начислением штрафных баллов.
- 0 штрафных очков в случае чистой победы или дисквалификации противника, а также неявки;
- 0,5 штрафных очка в случае победы ввиду явного технического превосходства (на восемь и более баллов);
- 1 штрафное очко в случае победы по баллам (с разницей менее восьми баллов);
- 2 штрафных очка в случае результативной ничьей;
- 2,5 штрафных очка в случае безрезультатной ничьей (пассивной ничьей);
- 3 штрафных очка в случае поражения по баллам (с разницей менее восьми баллов);
- 3,5 штрафных очка в случае поражения ввиду явного технического превосходства соперника (на восемь и более баллов);
- 4 штрафных очка в случае чистого поражения или дисквалификации а также неявки.

Трое оставшихся борцов выходили в финал, где проводили встречи между собой. Встречи между финалистами, состоявшиеся в предварительных схватках, шли в зачёт. Схватка по регламенту турнира продолжалась 9 минут в три трёхминутных периода, в партер ставили менее активного борца. Мог быть назначен овертайм. 
В полулёгком весе боролись 26 участников. Самым молодым участником был 17-летний Сатпал Сингх, самым возрастным 34-летний Орландо Гончалвес. Фаворитами турнира были чемпион мира 1971 года Загалав Абдулбеков и чемпион мира 1970 года Шамседдин Сейед-Аббаси. Что касается иранского борца, то он в пятом круге потерпел поражение от японца Киёси Абэ (который в свою очередь в следующем круге одолел будущего вице-чемпиона, но вылетел из-за перебора штрафных очков), и ещё сохраняя шансы на пьедестал, предпочёл сняться с соревнований. А Загалав Абдулбеков вышел в финал, где чисто победив турка Вехби Акдага, стал олимпийским чемпионом (во встрече с ещё одним финалистом Иваном Крыстевым была зафиксирована ничья в шестом круге). Акдаг в свою очередь победил Крастева, и стал серебряным призёром.  

## Призовые места
- Загалав Абдулбеков (URS)
- Вехби Акдаг (TUR)
- Иван Крыстев (BUL)

## Первый круг
| Штрафных баллов | Участник 1                   | Результат               | Участник 2                  | Штрафных баллов |
| --------------- | ---------------------------- | ----------------------- | --------------------------- | --------------- |
| 0               | Петре Коман (ROU)            | Туше (2:52)             | Карлос Уртадо (PER)         | 4               |
| 0,5             | Пэт Больгер (CAN)            | За явным превосходством | Кеннет Дауэс (GBR)          | 3,5             |
| 0               | Йорма Лииматайнен (FIN)      | Туше (7:00)             | Ласло Сабо (HUN)            | 4               |
| 0               | Иван Крыстев (BUL)           | Туше (0:24)             | Элисео Салугта (PHI)        | 4               |
| 0               | Вехби Акдаг (TUR)            | Туше (2:35)             | Орланду Гонсалвиш (POR)     | 4               |
| 1               | Сатпал Сингх (IND)           | По очкам                | Ждзислав Столарский (POL)   | 3               |
| 1               | Теодул Туло (FRA)            | По очкам                | Винсент Мартинес (MEX)      | 3               |
| 0               | Хосеф Бурге (GUA)            | Туше (2:56)             | Панагиотис Кутсупакис (GRE) | 4               |
| 0,5             | Шамседдин Сейед-Аббаси (IRI) | За явным превосходством | Станислав Тюма (TCH)        | 3,5             |
| 1               | Хосе Рамос (CUB)             | По очкам                | Герхард Вайзенбергер (FRG)  | 3               |
| 0,5             | Киёси Абэ (JPN)              | За явным превосходством | Ахмад Джан (AFG)            | 3,5             |
| 0               | Джин Дэвис (USA)             | Туше (7:36)             | Зэвэгийн Ойдов (MGL)        | 4               |
| 0,5             | Загалав Абдулбеков (URS)     | За явным превосходством | Якоб Таннер (SUI)           | 3,5             |

## Второй круг
| Штрафных баллов | Участник 1                   | Результат               | Участник 2              | Штрафных баллов |
| --------------- | ---------------------------- | ----------------------- | ----------------------- | --------------- |
| 0               | Петре Коман (ROU)            | Туше (2:09)             | Кеннет Дауэс (GBR)      | 7,5             |
| 0,5             | Пэт Больгер (CAN)            | Туше (7:34)             | Карлос Уртадо (PER)     | 8               |
| 4               | Ласло Сабо (HUN)             | Туше (1:18)             | Элисео Салугта (PHI)    | 8               |
| 1               | Иван Крыстев (BUL)           | По очкам                | Йорма Лииматайнен (FIN) | 3               |
| 3               | Ждзислав Столарский (POL)    | Туше (5:27)             | Орланду Гонсалвиш (POR) | 8               |
| 0               | Вехби Акдаг (TUR)            | Туше (7:26)             | Сатпал Сингх (IND)      | 5               |
| 1               | Хосеф Бурге (GUA)            | По очкам                | Теодул Туло (FRA)       | 4               |
| 5               | Панагиотис Кутсупакис (GRE)  | По очкам                | Винсент Мартинес (MEX)  | 6               |
| 1,5             | Шамседдин Сейед-Аббаси (IRI) | По очкам                | Хосе Рамос (CUB)        | 4               |
| 4               | Герхард Вайзенбергер (FRG)   | По очкам                | Станислав Тюма (TCH)    | 6,5             |
| 1               | Киёси Абэ (JPN)              | За явным превосходством | Джин Дэвис (USA)        | 3,5             |
| 4,5             | Ахмад Джан (AFG)             | По очкам                | Якоб Таннер (SUI)       | 6,5             |
| 0,5             | Загалав Абдулбеков (URS)     | Туше (2:19)             | Зэвэгийн Ойдов (MGL)    | 8               |

## Третий круг
| Штрафных баллов | Участник 1                   | Результат               | Участник 2                  | Штрафных баллов |
| --------------- | ---------------------------- | ----------------------- | --------------------------- | --------------- |
| 0               | Петре Коман (ROU)            | Туше (8:45)             | Пэт Больгер (CAN)           | 4,5             |
| 2               | Иван Крыстев (BUL)           | По очкам                | Ласло Сабо (HUN)            | 7               |
| 1               | Вехби Акдаг (TUR)            | По очкам                | Йорма Лииматайнен (FIN)     | 6               |
| 5               | Теодул Туло (FRA)            | По очкам                | Ждзислав Столарский (POL)   | 6               |
| 6               | Сатпал Сингх (IND)           | По очкам                | Хосеф Бурге (GUA)           | 4               |
| 2               | Шамседдин Сейед-Аббаси (IRI) | За явным превосходством | Панагиотис Кутсупакис (GRE) | 8,5             |
| 1               | Киёси Абэ (JPN)              | Туше (4:12)             | Хосе Рамос (CUB)            | 8               |
| 5               | Герхард Вайзенбергер (FRG)   | По очкам                | Ахмад Джан (AFG)            | 7,5             |
| 0,5             | Загалав Абдулбеков (URS)     | Туше (3:25)             | Джин Дэвис (USA)            | 7,5             |

## Четвёртый круг
| Штрафных баллов | Участник 1                   | Результат               | Участник 2                 | Штрафных баллов |
| --------------- | ---------------------------- | ----------------------- | -------------------------- | --------------- |
| 3               | Иван Крыстев (BUL)           | По очкам                | Петре Коман (ROU)          | 3               |
| 1,5             | Вехби Акдаг (TUR)            | За явным превосходством | Пэт Больгер (CAN)          | 8               |
| 2,5             | Шамседдин Сейед-Аббаси (IRI) | За явным превосходством | Теодул Туло (FRA)          | 8,5             |
| 5               | Хосеф Бурге (GUA)            | По очкам                | Герхард Вайзенбергер (FRG) | 8               |
| 1,5             | Загалав Абдулбеков (URS)     | По очкам                | Киёси Абэ (JPN)            | 4               |

## Пятый круг
| Штрафных баллов | Участник 1               | Результат   | Участник 2                    | Штрафных баллов |
| --------------- | ------------------------ | ----------- | ----------------------------- | --------------- |
| 2,5             | Вехби Акдаг (TUR)        | По очкам    | Петре Коман (ROU)             | 6               |
| 3               | Иван Крыстев (BUL)       | Туше (8:43) | Хосеф Бурге (GUA)             | 9               |
| 5               | Киёси Абэ (JPN)          | По очкам    | Шамседдин Сейед-Аббаси (IRI)¹ | 5,5             |
| 1,5             | Загалав Абдулбеков (URS) | Пропускал   |                               |                 |

¹ Снялся с соревнований

## Шестой круг
| Штрафных баллов | Участник 1               | Результат | Участник 2         | Штрафных баллов |
| --------------- | ------------------------ | --------- | ------------------ | --------------- |
| 3,5             | Загалав Абдулбеков (URS) | Ничья     | Иван Крыстев (BUL) | 5               |
| 6               | Киёси Абэ (JPN)          | По очкам  | Вехби Акдаг (TUR)  | 5,5             |

## Финал

### Встреча 1
| Штрафных баллов | Участник 1               | Результат   | Участник 2        | Штрафных баллов |
| --------------- | ------------------------ | ----------- | ----------------- | --------------- |
|                 | Загалав Абдулбеков (URS) | Туше (2:57) | Вехби Акдаг (TUR) |                 |
|                 | Иван Крыстев (BUL)       | Пропускал   |                   |                 |

### Встреча 2
| Штрафных баллов | Участник 1        | Результат | Участник 2         | Штрафных баллов |
| --------------- | ----------------- | --------- | ------------------ | --------------- |
|                 | Вехби Акдаг (TUR) | По очкам  | Иван Крыстев (BUL) |                 |